# Japan Soccer League 1971
La temporada 1971 de la Japan Soccer League fue el séptimo campeonato de Primera División del fútbol japonés organizado por la Japan Soccer League. El torneo se desarrolló en una rueda de todos contra todos. 
El Yanmar Diesel gana el título por primera vez en su historia.

## Clasificación
| Pos | Equipo             | Pts | PJ | G | E | P  | GF | GC | DIF  |
| --- | ------------------ | --- | -- | - | - | -- | -- | -- | ---- |
| 1   | Yanmar Diesel      | 22  | 14 | 9 | 4 | 1  | 32 | 13 | ＋19 |
| 2   | Mitsubishi Motors  | 18  | 14 | 7 | 4 | 3  | 32 | 12 | ＋20 |
| 3   | Nippon Steel       | 18  | 14 | 8 | 2 | 4  | 34 | 23 | ＋11 |
| 4   | Hitachi            | 18  | 14 | 7 | 4 | 3  | 18 | 17 | ＋1  |
| 5   | Furukawa Electric  | 15  | 14 | 5 | 5 | 4  | 24 | 24 | ±0   |
| 6   | Toyo Kogyo         | 10  | 14 | 3 | 4 | 7  | 11 | 17 | －8  |
| 7   | Nippon Kokan       | 8   | 14 | 2 | 4 | 8  | 11 | 23 | －12 |
| 8   | Nagoya Mutual Bank | 3   | 14 | 0 | 3 | 11 | 10 | 43 | －33 |

|  |            |
|  | Campeón.   |
|  | Promoción. |

## Promoción
| JSL                | Ida | Vuelta | Copa Shakaijin                     |
| ------------------ | --- | ------ | ---------------------------------- |
| Nippon Kokan       | 2-2 | 0-0    | Tanabe Pharmaceutical (Subcampeón) |
| Nagoya Mutual Bank | 0-0 | 0-1    | Towa Real Estate (Campeón)         |

El Towa Real Estate asciende. El Nagoya Bank estaba supuesto a integrar la nueva Segunda División para el año siguiente, pero el banco decidió cerrar el club, con lo que la JSL escogió a un club regional adicional para completar la suma de 10 equipos.